# Gyroporus subalbellus
Gyroporus subalbellus — вид базидіомікотових грибів родини гіропорові (Gyroporaceae). Знайдений у Північній Америці, він був описаний американським мікологом Вільямом Альфонсо Мерріллом у 1910 році.

## Практичне використання
Їстівний гриб. Використовують свіжим, про запас сушать.